# Marromeu (distrito)

localização do distrito de Marromeu em Moçambique

Marromeu é um distrito da província de Sofala, em Moçambique, com sede na vila de Marromeu. Está localizado na margem sul do rio Zambeze, junto à sua desembocadura no Oceano Índico, e tem limite, a norte  e nordeste com o distrito de Mopeia da província da Zambézia, a leste com o distrito de Chinde, também da província da Zambézia, a sul com o Oceano Índico, a oeste com o distrito de Cheringoma e a noroeste  com o distrito de Caia.
De acordo com o Censo de 1997, o distrito tinha 69 895 habitantes numa área de 5 871 km². Os resultados preliminares do censo de 2007 indicam uma população de 119 718 e uma densidade populacional de 20,4 habitantes/km². Em apenas dez anos a população do distrito aumentou em 71,3%.
Uma parte deste distrito, denominada Complexo de Marromeu, integra o delta do Zambeze e é um conjunto de áreas de conservação declaradas sítio Ramsar, ou seja, uma terra húmida de importância internacional.

## Divisão Administrativa
O distrito está dividido em dois postos administrativos (Chupanga e Marromeu), compostos pelas seguintes localidades:
- Posto Administrativo de Chupanga:
  - Chupanga
- Posto Administrativo de Marromeu: 
  - Vila de Marromeu
  - Marromeu
  - Quama

De notar que em 1998 a vila de Marromeu, até então uma divisão administrativa a nível de posto administrativo, foi elevada à categoria de município.